# 암리타 아카리아
암리타 아카리아(영어: Amrita Acharia, 네팔어: अमृता आचार्य, 1987년 7월 31일 ~ )는 네팔, 노르웨이의 배우이다.

## 출연 작품
- 잃어버린 세계를 찾아서 - 아마 라무 역 (목소리)